# Lijst van geslachten van de veldsprinkhanen
Dit is een lijst van alle beschreven geslachten van de familie van veldsprinkhanen (Acrididae) per juli 2014. De lijst is gesorteerd op onderfamilies.

## Niet binnen een onderfamilie
- Geslacht Acridurus Perez-Gelabert, Dominici, Hierro & Otte, 1995
- Geslacht Atopacris Amédégnato & Poulain, 1998
- Geslacht Hispanacris Perez-Gelabert, Dominici, Hierro & Otte, 1995
- Geslacht Hispanotettix Perez-Gelabert, Dominici, Hierro & Otte, 1995
- Geslacht Jumandiacris Amédégnato & Poulain, 1998
- Geslacht Melliacris Ramme, 1941
- Geslacht Palandella Amédégnato & Poulain, 1998
- Geslacht Schmidtiacris Storozhenko, 2002
- Geslacht Sinop Descamps, 1984
- Geslacht Tylotropidiopsis Storozhenko, 1992

## Acridinae
- Onderfamilie Acridinae MacLeay, 1821
  -     - Geslacht Acteana Karsch, 1896
    - Geslacht Aeropedelloides Liu, 1981
    - Geslacht Aethiopiacris La Greca, 1994
    - Geslacht Afrophlaeoba Jago, 1983
    - Geslacht Allotruxalis Rehn, 1944
    - Geslacht Anaeolopus Uvarov, 1922
    - Geslacht Bababuddinia Bolívar, 1918
    - Geslacht Bambesiana Koçak & Kemal, 2008
    - Geslacht Brachyacrida Dirsh, 1952
    - Geslacht Brachyphlaeobella Jago, 1983
    - Geslacht Calliphlaeoba Ramme, 1941
    - Geslacht Cannula Bolívar, 1906
    - Geslacht Capulica Bolívar, 1918
    - Geslacht Carinacris Liu, 1984
    - Geslacht Carliola Uvarov, 1939
    - Geslacht Chirista Karsch, 1893
    - Geslacht Chlorophlaeoba Ramme, 1941
    - Geslacht Chlorophlaeobella Jago, 1983
    - Geslacht Chokwea Uvarov, 1953
    - Geslacht Chromacrida Dirsh, 1952
    - Geslacht Chromochokwea Jago, 1983
    - Geslacht Chromotruxalis Dirsh, 1951
    - Geslacht Closteridea Scudder, 1893
    - Geslacht Cocytotettix Rehn, 1906
    - Geslacht Cohembia Uvarov, 1953
    - Geslacht Comacris Bolívar, 1890
    - Geslacht Conuacris Willemse, 1932
    - Geslacht Coryphosima Karsch, 1893
    - Geslacht Covasacris Liebermann, 1970
    - Geslacht Culmulus Uvarov, 1953
    - Geslacht Dorsthippus Donskoff, 1977
    - Geslacht Duronia Stål, 1876
    - Geslacht Duroniopsis Bolívar, 1914
    - Geslacht Eoscyllina Rehn, 1909
    - Geslacht Epacromiacris Willemse, 1933
    - Geslacht Euprepoptera Uvarov, 1953
    - Geslacht Euthynous Stål, 1877
    - Geslacht Eutryxalis Bruner, 1900
    - Geslacht Glyphoclonus Karsch, 1896
    - Geslacht Guichardippus Dirsh, 1959
    - Geslacht Gymnobothroides Karny, 1917
    - Geslacht Gymnobothrus Bolívar, 1889
    - Geslacht Hulstaertia Ramme, 1931
    - Geslacht Hyperocnocerus Uvarov, 1953
    - Geslacht Julea Bolívar, 1914
    - Geslacht Kaloa Bolívar, 1909
    - Geslacht Keya Uvarov, 1941
    - Geslacht Lemuracris Dirsh, 1966
    - Geslacht Lobopoma Karsch, 1896
    - Geslacht Luzonica Willemse, 1933
    - Geslacht Machaeridia Stål, 1873
    - Geslacht Malcolmburria Uvarov, 1953
    - Geslacht Megaphlaeoba Willemse, 1951
    - Geslacht Neophlaeoba Usmani & Shafee, 1983
    - Geslacht Nimbacris Popov & Fishpool, 1992
    - Geslacht Nivisacris Liu, 1984
    - Geslacht Ocnocerus Bolívar, 1889
    - Geslacht Odontomelus Bolívar, 1890
    - Geslacht Orthochtha Karsch, 1891
    - Geslacht Oxybothrus Uvarov, 1953
    - Geslacht Oxyolena Karsch, 1893
    - Geslacht Oxyphlaeoba Ramme, 1941
    - Geslacht Oxytruxalis Dirsh, 1951
    - Geslacht Palawanacris Ramme, 1941
    - Geslacht Pamacris Ramme, 1929
    - Geslacht Panzia Miller, 1929
    - Geslacht Paracoryphosima Descamps & Wintrebert, 1966
    - Geslacht Paralobopoma Rehn, 1914
    - Geslacht Paraphlaeoba Bolívar, 1902
    - Geslacht Paraphlaeobida Willemse, 1951
    - Geslacht Parga Walker, 1870
    - Geslacht Parodontomelus Ramme, 1929
    - Geslacht Pasiphimus Bolívar, 1914
    - Geslacht Perella Bolívar, 1914
    - Geslacht Phlocerus Fischer von Waldheim, 1833
    - Geslacht Phloeochopardia Dirsh, 1958
    - Geslacht Phorinia Bolívar, 1914
    - Geslacht Phryganomelus Jago, 1983
    - Geslacht Plagiacris Sjöstedt, 1931
    - Geslacht Platyverticula Jago, 1983
    - Geslacht Pseudoeoscyllina Liang & Jia, 1992
    - Geslacht Pseudopargaella Descamps & Wintrebert, 1966
    - Geslacht Pseudoptygonotus Zheng, 1977
    - Geslacht Rammeihippus Woznessenskij, 1996
    - Geslacht Rastafaria Ramme, 1931
    - Geslacht Rhabdoplea Karsch, 1893
    - Geslacht Roduniella Bolívar, 1914
    - Geslacht Ruganotus Yin, 1979
    - Geslacht Rugophlaeoba Willemse, 1951
    - Geslacht Shabacris Popov & Fishpool, 1992
    - Geslacht Sherifuria Uvarov, 1926
    - Geslacht Sumba Bolívar, 1909
    - Geslacht Tenuihippus Willemse, 1994
    - Geslacht Truxaloides Dirsh, 1951
    - Geslacht Uganda Bolívar, 1909
    - Geslacht Urugalla Uvarov, 1927
    - Geslacht Vietteacris Descamps & Wintrebert, 1966
    - Geslacht Vitalisia Bolívar, 1914
    - Geslacht Weenenia Miller, 1932
    - Geslacht Wellawaya Uvarov, 1927
    - Geslacht Xenocymochtha Popov & Fishpool, 1992
    - Geslacht Xenoderus Uvarov, 1925
    - Geslacht Xenotruxalis Dirsh, 1951
    - Geslacht Yendia Ramme, 1929
    - Geslacht Zacompsa Karsch, 1893
    - Geslacht Zambiacris Johnsen, 1983
    - Geslacht Zygophlaeoba Bolívar, 1902

  - Geslachtengroep Acridini MacLeay, 1821
    - Geslacht Acrida Linnaeus, 1758
    - Geslacht Acridarachnea Bolívar, 1908
    - Geslacht Caledia Bolívar, 1914
    - Geslacht Calephorops Sjöstedt, 1920
    - Geslacht Cryptobothrus Rehn, 1907
    - Geslacht Froggattina Tillyard, 1926
    - Geslacht Perala Sjöstedt, 1921
    - Geslacht Rapsilla Sjöstedt, 1921
    - Geslacht Schizobothrus Sjöstedt, 1921

  - Geslachtengroep Calephorini Yin, 1982
    - Geslacht Calephorus Fieber, 1853

  - Geslachtengroep Hyalopterygini Brunner von Wattenwyl, 1893
    - Geslacht Guaranacris Rehn, 1944
    - Geslacht Hyalopteryx Charpentier, 1843
    - Geslacht Metaleptea Brunner von Wattenwyl, 1893
    - Geslacht Neorphula Donato, 2004
    - Geslacht Orphula Stål, 1873
    - Geslacht Parorphula Bruner, 1900
    - Geslacht Paulacris Rehn, 1944

  - Geslachtengroep Phlaeobini Brunner von Wattenwyl, 1893
    - Geslacht Holopercna Karsch, 1891
    - Geslacht Leopardia Baccetti, 1985
    - Geslacht Oxyphlaeobella Ramme, 1941
    - Geslacht Phlaeoba Stål, 1861
    - Geslacht Phlaeobacris Willemse, 1932
    - Geslacht Phlaeobella Ramme, 1941
    - Geslacht Phlaeobida Bolívar, 1902
    - Geslacht Pseudophlaeoba Bolívar, 1914
    - Geslacht Pyrgophlaeoba Miller, 1929
    - Geslacht Sikkimiana Uvarov, 1940
    - Geslacht Sinophlaeoba Niu & Zheng, 2005
    - Geslacht Sinophlaeobida Yin & Yin, 2007
    - Geslacht Xerophlaeoba Uvarov, 1936

  - Geslachtengroep Truxalini Serville, 1838
    - Geslacht Truxalis Fabricius, 1775

## Calliptaminae
- Onderfamilie Calliptaminae Tinkham, 1940
  -     - Geslacht Acorypha Krauss, 1877
    - Geslacht Bosumia Ramme, 1929
    - Geslacht Brachyxenia Kirby, 1914
    - Geslacht Damaracris Brown, 1972
    - Geslacht Indomerus Dirsh, 1951
    - Geslacht Palaciosa Bolívar, 1930
    - Geslacht Paracaloptenus Bolívar, 1876
    - Geslacht Peripolus Martínez y Fernández-Castillo, 1898
    - Geslacht Sphodromerus Stål, 1873
    - Geslacht Sphodronotus Uvarov, 1943
    - Geslacht Stobbea Ramme, 1929

  - Geslachtengroep Calliptamini Tinkham, 1940
    - Geslacht Calliptamus Serville, 1831

## Catantopinae
- Onderfamilie Catantopinae Brunner von Wattenwyl, 1893
  -     -       - Geslacht Abisares Stål, 1878
      - Geslacht Alectorolophellus Ramme, 1941
      - Geslacht Alectorolophus Brunner von Wattenwyl, 1898
      - Geslacht Allotriusia Karsch, 1896
      - Geslacht Alpinacris Bigelow, 1967
      - Geslacht Althaemenes Stål, 1878
      - Geslacht Alulacris Zheng, 1981
      - Geslacht Alulacroides Zheng, Dong & Xu, 2010
      - Geslacht Ambrea Dirsh, 1962
      - Geslacht Amismizia Bolívar, 1914
      - Geslacht Anapropacris Uvarov, 1953
      - Geslacht Angolacris Dirsh, 1962
      - Geslacht Anischnansis Dirsh, 1959
      - Geslacht Anomalocatantops Jago, 1984
      - Geslacht Anthermus Stål, 1878
      - Geslacht Antita Bolívar, 1908
      - Geslacht Apalacris Walker, 1870
      - Geslacht Apalniacris Ingrisch, Willemse & Shishodia, 2004
      - Geslacht Arminda Krauss, 1892
      - Geslacht Assamacris Uvarov, 1942
      - Geslacht Bacuita Strand, 1932
      - Geslacht Bambusacris Henry, 1933
      - Geslacht Bannacris Zheng, 1980
      - Geslacht Barombia Karsch, 1891
      - Geslacht Bettotania Willemse, 1933
      - Geslacht Beybienkoacris Storozhenko, 2005
      - Geslacht Bhutanacridella Willemse, 1962
      - Geslacht Bibracte Stål, 1878
      - Geslacht Binaluacris Willemse, 1932
      - Geslacht Brachaspis Hutton, 1898
      - Geslacht Brachycatantops Dirsh, 1953
      - Geslacht Brachyelytracris Baehr, 1992
      - Geslacht Brownacris Dirsh, 1958
      - Geslacht Bumacris Willemse, 1931
      - Geslacht Burmacris Uvarov, 1942
      - Geslacht Burttia Dirsh, 1951
      - Geslacht Calderonia Bolívar, 1908
      - Geslacht Callicatantops Uvarov, 1953
      - Geslacht Cardeniopsis Dirsh, 1955
      - Geslacht Cardenius Bolívar, 1911
      - Geslacht Carsula Stål, 1878
      - Geslacht Caryandoides Zheng & Xie, 2007
      - Geslacht Carydana Bolívar, 1918
      - Geslacht Celebesia Bolívar, 1917
      - Geslacht Cerechta Bolívar, 1922
      - Geslacht Chopardminda Morales-Agacino, 1941
      - Geslacht Choroedocus Bolívar, 1914
      - Geslacht Chromophialosphera Descamps & Donskoff, 1968
      - Geslacht Cingalia Ramme, 1941
      - Geslacht Circocephalus Willemse, 1928
      - Geslacht Cledra Bolívar, 1918
      - Geslacht Coloracris Willemse, 1938
      - Geslacht Coniocara Henry, 1940
      - Geslacht Craneopsis Willemse, 1933
      - Geslacht Criotocatantops Jago, 1984
      - Geslacht Crobylostenus Ramme, 1929
      - Geslacht Cryptocatantops Jago, 1984
      - Geslacht Cylindracris Descamps & Wintrebert, 1967
      - Geslacht Deliacris Ramme, 1941
      - Geslacht Dendrocatantops Descamps & Wintrebert, 1966
      - Geslacht Descampsilla Wintrebert, 1972
      - Geslacht Digrammacris Jago, 1984
      - Geslacht Dioscoridus Popov, 1957
      - Geslacht Dirshilla Wintrebert, 1972
      - Geslacht Dubitacris Henry, 1937
      - Geslacht Duplessisia Dirsh, 1956
      - Geslacht Duviardia Donskoff, 1985
      - Geslacht Eliya Uvarov, 1927
      - Geslacht Enoplotettix Bolívar, 1913
      - Geslacht Epacrocatantops Jago, 1984
      - Geslacht Eritrichius Bolívar, 1898
      - Geslacht Eubocoana Sjöstedt, 1931
      - Geslacht Eupreponotus Uvarov, 1921
      - Geslacht Eupropacris Walker, 1870
      - Geslacht Exopropacris Dirsh, 1951
      - Geslacht Fer Bolívar, 1918
      - Geslacht Frontifissia Key, 1937
      - Geslacht Gemeneta Karsch, 1892
      - Geslacht Genimen Bolívar, 1918
      - Geslacht Genimenoides Henry, 1934
      - Geslacht Gerunda Bolívar, 1918
      - Geslacht Gibbitergum Zheng & Shi, 1998
      - Geslacht Guineacris Ramme, 1941
      - Geslacht Guizhouacris Yin & Li, 2006
      - Geslacht Hadrolecocatantops Jago, 1984
      - Geslacht Harantacris Wintrebert, 1972
      - Geslacht Harpezocatantops Jago, 1984
      - Geslacht Heinrichius Ramme, 1941
      - Geslacht Ikonnikovia Bei-Bienko, 1935
      - Geslacht Indomesambria Ingrisch, 2006
      - Geslacht Ischnansis Karsch, 1896
      - Geslacht Ixalidium Gerstaecker, 1869
      - Geslacht Javanacris Willemse, 1955
      - Geslacht Kinangopa Uvarov, 1938
      - Geslacht Kwidschwia Rehn, 1914
      - Geslacht Lefroya Kirby, 1914
      - Geslacht Liaopodisma Zheng, 1990
      - Geslacht Longchuanacris Zheng & Fu, 1989
      - Geslacht Longgenacris You & Li, 1983
      - Geslacht Longzhouacris You & Bi, 1983
      - Geslacht Lucretilis Stål, 1878
      - Geslacht Lyrolophus Ramme, 1941
      - Geslacht Maculacris Willemse, 1932
      - Geslacht Madimbania Dirsh, 1953
      - Geslacht Maga Bolívar, 1918
      - Geslacht Magaella Willemse, 1974
      - Geslacht Malua Ramme, 1941
      - Geslacht Mananara Dirsh, 1962
      - Geslacht Mayottea Rehn, 1959
      - Geslacht Mazaea Stål, 1876
      - Geslacht Melicodes Uvarov, 1923
      - Geslacht Melinocatantops Jago, 1984
      - Geslacht Meltripata Bolívar, 1912
      - Geslacht Mengkokacris Ramme, 1941
      - Geslacht Menglacris Jiang & Zheng, 1994
      - Geslacht Mesambria Stål, 1878
      - Geslacht Micronacris Willemse, 1957
      - Geslacht Milleriana Willemse, 1957
      - Geslacht Moessonia Willemse, 1921
      - Geslacht Molucola Bolívar, 1915
      - Geslacht Mopla Henry, 1940
      - Geslacht Naraikadua Henry, 1940
      - Geslacht Nathanacris Willemse & Ingrisch, 2004
      - Geslacht Navasia Kirby, 1914
      - Geslacht Noliba Bolívar, 1922
      - Geslacht Ochlandriphaga Henry, 1933
      - Geslacht Oenocatantops Dirsh, 1953
      - Geslacht Opharicus Uvarov, 1940
      - Geslacht Opiptacris Walker, 1870
      - Geslacht Orthocephalum Willemse, 1921
      - Geslacht Oshwea Ramme, 1929
      - Geslacht Oxycardenius Uvarov, 1953
      - Geslacht Oxycatantops Dirsh, 1953
      - Geslacht Pachyacris Uvarov, 1923
      - Geslacht Pachycatantops Dirsh, 1953
      - Geslacht Pagdenia Miller, 1934
      - Geslacht Palniacris Henry, 1940
      - Geslacht Paprides Hutton, 1897
      - Geslacht Paracardenius Bolívar, 1912
      - Geslacht Paracaryanda Willemse, 1955
      - Geslacht Parahysiella Wintrebert, 1972
      - Geslacht Paralecterolophus Ramme, 1941
      - Geslacht Paramesambria Willemse, 1957
      - Geslacht Paraperineta Descamps & Wintrebert, 1967
      - Geslacht Parapropacris Ramme, 1929
      - Geslacht Paraserpusilla Dirsh, 1962
      - Geslacht Parastenocrobylus Willemse, 1921
      - Geslacht Paratoacris Li & Jin, 1984
      - Geslacht Paraxenotettix Dirsh, 1961
      - Geslacht Pareuthymia Willemse, 1930
      - Geslacht Peitharchicus Brunner von Wattenwyl, 1898
      - Geslacht Pelecinotus Bolívar, 1902
      - Geslacht Perakia Ramme, 1929
      - Geslacht Perineta Dirsh, 1962
      - Geslacht Pezocatantops Dirsh, 1953
      - Geslacht Phalaca Bolívar, 1906
      - Geslacht Platycatantops Baccetti, 1985
      - Geslacht Platycercacris Zheng & Shi, 2001
      - Geslacht Pododula Karsch, 1896
      - Geslacht Pseudofinotina Dirsh, 1962
      - Geslacht Pseudogerunda Bei-Bienko, 1935
      - Geslacht Pseudohysiella Dirsh, 1962
      - Geslacht Pseudozubovskia Zheng, Lin, Zhang & Zeng, 2014
      - Geslacht Pteroperina Ramme, 1929
      - Geslacht Pyramisternum Huang, 1983
      - Geslacht Racilia Stål, 1878
      - Geslacht Racilidea Bolívar, 1918
      - Geslacht Ranacris You & Lin, 1983
      - Geslacht Salinacris Willemse, 1957
      - Geslacht Sedulia Stål, 1878
      - Geslacht Serpusiacris Descamps & Wintrebert, 1967
      - Geslacht Serpusiformia Dirsh, 1966
      - Geslacht Seyrigacris Bolívar, 1932
      - Geslacht Shennongipodisma Zhong & Zheng, 2004
      - Geslacht Siamacris Willemse, 1955
      - Geslacht Siebersia Willemse, 1933
      - Geslacht Sinopodismoides Gong, Zheng & Lian, 1995
      - Geslacht Sinstauchira Zheng, 1981
      - Geslacht Siruvania Henry, 1940
      - Geslacht Sphaerocranae Willemse, 1972
      - Geslacht Staurocleis Uvarov, 1923
      - Geslacht Striatosedulia Ingrisch, 1989
      - Geslacht Strombocardeniopsis Jago, 1984
      - Geslacht Sulawesiana Koçak & Kemal, 2008
      - Geslacht Sygrus Bolívar, 1889
      - Geslacht Tangana Ramme, 1929
      - Geslacht Tarbaleus Brunner von Wattenwyl, 1898
      - Geslacht Tauchiridea Bolívar, 1918
      - Geslacht Tauracris Willemse, 1931
      - Geslacht Thymiacris Willemse, 1937
      - Geslacht Tinnevellia Henry, 1940
      - Geslacht Traulacris Willemse, 1933
      - Geslacht Traulitonkinacris You & Bi, 1983
      - Geslacht Triodicolacris Baehr, 1992
      - Geslacht Tuberofera Willemse, 1930
      - Geslacht Tunstallops Jago, 1984
      - Geslacht Utanacris Miller, 1934
      - Geslacht Uvarovacris Rehn, 1944
      - Geslacht Veseyacris Dirsh, 1959
      - Geslacht Visayia Rehn, 1944
      - Geslacht Vitticatantops Sjöstedt, 1931
      - Geslacht Vohemara Dirsh, 1966
      - Geslacht Willemsella Miller, 1934
      - Geslacht Xenotettix Uvarov, 1925
      - Geslacht Zeylanacris Rehn, 1944

  - Geslachtengroep Allagini Johnston, 1956
    -       - Geslacht Allaga Karsch, 1896
      - Geslacht Sauracris Burr, 1900

  - Geslachtengroep Apoboleini Johnston, 1956
    -       - Geslacht Apoboleus Karsch, 1891
      - Geslacht Pseudophialosphera Dirsh, 1952
      - Geslacht Squamobibracte Ingrisch, 1989

  - Geslachtengroep Catantopini Brunner von Wattenwyl, 1893
    -       - Geslacht Catantopides Ramme, 1941
      - Geslacht Dimeracris Niu & Zheng, 1993
      - Geslacht Phaeocatantops Dirsh, 1953
      - Geslacht Stenocrobylus Gerstaecker, 1869
      - Geslacht Trichocatantops Uvarov, 1953
      - Geslacht Xenocatantops Dirsh & Uvarov, 1953

    - Ondertak Apotropina Key, 1993
      - Geslacht Apotropis Bolívar, 1906
      - Geslacht Azelota Brunner von Wattenwyl, 1893
      - Geslacht Burcatelia Sjöstedt, 1930
      - Geslacht Clepsydria Sjöstedt, 1920
      - Geslacht Epallia Sjöstedt, 1921
      - Geslacht Fipurga Sjöstedt, 1921
      - Geslacht Goniaeoidea Sjöstedt, 1920
      - Geslacht Percassa Sjöstedt, 1921
      - Geslacht Perunga Sjöstedt, 1921
      - Geslacht Schayera Key, 1990

    - Ondertak Aretzina Key, 1993
      - Geslacht Aretza Sjöstedt, 1921
      - Geslacht Brachyexarna Sjöstedt, 1921
      - Geslacht Exarna Brunner von Wattenwyl, 1893
      - Geslacht Macrocara Uvarov, 1930
      - Geslacht Terpillaria Sjöstedt, 1920
      - Geslacht Zebratula Sjöstedt, 1920

    - Ondertak Buforaniina Key, 1993
      - Geslacht Buforania Sjöstedt, 1920
      - Geslacht Cuparessa Sjöstedt, 1921
      - Geslacht Phanerocerus Saussure, 1888
      - Geslacht Raniliella Sjöstedt, 1921
      - Geslacht Tapesta Sjöstedt, 1921

    - Ondertak Catantopina Brunner von Wattenwyl, 1893
      - Geslacht Catantops Schaum, 1853
      - Geslacht Catantopsilus Ramme, 1929
      - Geslacht Catantopsis Bolívar, 1912
      - Geslacht Diabolocatantops Jago, 1984
      - Geslacht Stenocatantops Dirsh, 1953

    - Ondertak Cirphulina Key, 1993
      - Geslacht Chirotepica Sjöstedt, 1936
      - Geslacht Cirphula Stål, 1873
      - Geslacht Macrolopholia Sjöstedt, 1920

    - Ondertak Coryphistina Mishchenko, 1952
      - Geslacht Adreppus Sjöstedt, 1921
      - Geslacht Beplessia Sjöstedt, 1921
      - Geslacht Camelophistes Key, 1994
      - Geslacht Charpentierella Key, 1994
      - Geslacht Coryphistes Charpentier, 1844
      - Geslacht Euophistes Sjöstedt, 1920
      - Geslacht Macrolobalia Sjöstedt, 1921
      - Geslacht Relatta Sjöstedt, 1921
      - Geslacht Spectrophistes Key, 1994

    - Ondertak Cratilopina Key, 1993
      - Geslacht Caperrala Sjöstedt, 1921
      - Geslacht Cratilopus Bolívar, 1906
      - Geslacht Exarhalltia Sjöstedt, 1930
      - Geslacht Typaya Sjöstedt, 1921

    - Ondertak Ecphantina Key, 1993
      - Geslacht Ecphanthacris Tinkham, 1940
      - Geslacht Ecphantus Stål, 1878
      - Geslacht Happarana Sjöstedt, 1920

    - Ondertak Eumecistina Key, 1993
      - Geslacht Asoramea Sjöstedt, 1921
      - Geslacht Cervidia Stål, 1878
      - Geslacht Erythropomala Sjöstedt, 1920
      - Geslacht Eumecistes Brancsik, 1896
      - Geslacht Euomopalon Sjöstedt, 1920
      - Geslacht Genurellia Sjöstedt, 1931
      - Geslacht Microphistes Sjöstedt, 1920
      - Geslacht Pardillana Sjöstedt, 1920
      - Geslacht Pespulia Sjöstedt, 1921
      - Geslacht Retuspia Sjöstedt, 1921

    - Ondertak Goniaeina Key, 1993
      - Geslacht Goniaea Stål, 1873

    - Ondertak Hepalicina Key, 1993
      - Geslacht Hepalicus Sjöstedt, 1921
      - Geslacht Ondertak Loiteriina Key, 1993
      - Geslacht Loiteria Sjöstedt, 1921

    - Ondertak Maclystriina Key, 1993
      - Geslacht Maclystria Sjöstedt, 1921
      - Geslacht Perloccia Sjöstedt, 1936

    - Ondertak Macrazelotina Key, 1993
      - Geslacht Macrazelota Sjöstedt, 1921
      - Geslacht Rusurplia Sjöstedt, 1930

    - Ondertak Macrotonina Key, 1993
      - Geslacht Macrotona Brunner von Wattenwyl, 1893
      - Geslacht Theomolpus Bolívar, 1918
      - Geslacht Xypechtia Sjöstedt, 1921

    - Ondertak Micreolina Key, 1993
      - Geslacht Micreola Sjöstedt, 1920
      - Geslacht Sjoestedtacris Baehr, 1992
      - Geslacht Sumbilvia Sjöstedt, 1921

    - Ondertak Peakesiina Key, 1993
      - Geslacht Caloptilla Sjöstedt, 1921
      - Geslacht Catespa Sjöstedt, 1921
      - Geslacht Cedarinia Sjöstedt, 1920
      - Geslacht Cuprascula Sjöstedt, 1921
      - Geslacht Curpilladia Sjöstedt, 1934
      - Geslacht Desertaria Sjöstedt, 1920
      - Geslacht Lagoonia Sjöstedt, 1931
      - Geslacht Peakesia Sjöstedt, 1920
      - Geslacht Perelytrana Sjöstedt, 1936
      - Geslacht Testudinellia Sjöstedt, 1930
      - Geslacht Xanterriaria Sjöstedt, 1934
      - Geslacht Yrrhapta Sjöstedt, 1921
      - Geslacht Zabrala Sjöstedt, 1921

    - Ondertak Perbelliina Key, 1993
      - Geslacht Ablectia Sjöstedt, 1921
      - Geslacht Capraxa Sjöstedt, 1920
      - Geslacht Minyacris Key, 1992
      - Geslacht Perbellia Sjöstedt, 1920
      - Geslacht Phaulacridium Brunner von Wattenwyl, 1893
      - Geslacht Porraxia Sjöstedt, 1921
      - Geslacht Rectitropis Sjöstedt, 1936

    - Ondertak Pyrgophistina Key, 1993
      - Geslacht Pyrgophistes Key, 1992

    - Ondertak Russalpiina Key, 1993
      - Geslacht Russalpia Sjöstedt, 1921
      - Geslacht Sigaus Hutton, 1897
      - Geslacht Tasmanalpina Key, 1991
      - Geslacht Tasmaniacris Sjöstedt, 1932
      - Geslacht Truganinia Key, 1991

    - Ondertak Stropina Brunner von Wattenwyl, 1893
      - Geslacht Adlappa Sjöstedt, 1920
      - Geslacht Collitera Sjöstedt, 1921
      - Geslacht Parazelum Sjöstedt, 1921
      - Geslacht Stropis Stål, 1873

    - Ondertak Urnisina Key, 1993
      - Geslacht Rhitzala Sjöstedt, 1921
      - Geslacht Urnisa Stål, 1861

  - Geslachtengroep Diexiini Mishchenko, 1945
    -       - Geslacht Bufonacridella Adelung, 1910
      - Geslacht Diexis Zubovski, 1899

  - Geslachtengroep Gereniini Brunner von Wattenwyl, 1893
    -       - Geslacht Anacranae Miller, 1934
      - Geslacht Bibractella Storozhenko, 2002
      - Geslacht Gerenia Stål, 1878
      - Geslacht Leosedulia Storozhenko, 2009

  - Geslachtengroep Histrioacridini Key, 1993
    - Ondertak Histrioacridina Key, 1993
      - Geslacht Histrioacrida Sjöstedt, 1930

    - Ondertak Scurrina Key, 1993
      - Geslacht Scurra Key, 1992

  - Geslachtengroep Kakaduacridini Key, 1993
    -       - Geslacht Kakaduacris Key, 1992

  - Geslachtengroep Merehanini Baccetti, 1984
    -       - Geslacht Merehana Kevan, 1957

  - Geslachtengroep Oxyrrhepini Tinkham 1940
    -       - Geslacht Oxyrrhepes Stål, 1873

  - Geslachtengroep Paraconophymatini Otte, 1995
    -       - Geslacht Paraconophyma Uvarov, 1921

  - Geslachtengroep Pezotettigini Brunner von Wattenwyl, 1893
    -       - Geslacht Pezotettix Burmeister, 1840
      - Geslacht Sphenophyma Uvarov, 1934

  - Geslachtengroep Stolziini Tinkham, 1940
    -       - Geslacht Stolzia Willemse, 1930

  - Geslachtengroep Tauchirini
    -       - Geslacht Chapacris Tinkham, 1940
      - Geslacht Tauchira Stål, 1878
      - Geslacht Toacris Tinkham, 1940
      - Geslacht Tszacris Tinkham, 1940

  - Geslachtengroep Trauliini Willemse, 1921
    -       - Geslacht Pseudotraulia Laosinchai & Jago, 1980
      - Geslacht Traulia Stål, 1873

  - Geslachtengroep Urnisiellini Key, 1993
    -       - Geslacht Urnisiella Sjöstedt, 1930

  - Geslachtengroep Uvaroviini Mishchenko, 1952
    -       - Geslacht  Uvarovium Dirsh, 1927

  - Geslachtengroep Wiltshirellini Shumakov, 1963
    -       - Geslacht  Wiltshirella Popov, 1951

  - Geslachtengroep Xenacanthippini Tinkham, 1940
    -       - Geslacht  Xenacanthippus Miller, 1934

    - Ondertak Serpusiae Johnston, 1956
      - Geslacht  Aresceutica Karsch, 1896
      - Geslacht  Auloserpusia Rehn, 1914
      - Geslacht  Coenona Karsch, 1896
      - Geslacht  Pteropera Karsch, 1891
      - Geslacht  Segellia Karsch, 1891
      - Geslacht  Serpusia Karsch, 1891
      - Geslacht  Serpusilla Ramme, 1931

## Copiocerinae
- Onderfamilie Copiocerinae Brunner von Wattenwyl, 1893
  - Geslachtengroep Aleuasini Brunner von Wattenwyl, 1893
    - Geslacht Aleuas Stål, 1878
    - Geslacht Zygoclistron Rehn, 1905

  - Geslachtengroep Clematodini Rehn, & Eades, 1961
    - Geslacht Apoxitettix Descamps, 1984
    - Geslacht Bucephalacris Giglio-Tos, 1894
    - Geslacht Chapulacris Descamps, 1975
    - Geslacht Clematodes Scudder, 1900
    - Geslacht Dellia Stål, 1878
    - Geslacht Eucopiocera Bruner, 1908
    - Geslacht Halffterina Descamps, 1975

  - Geslachtengroep Copiocerini Brunner von Wattenwyl, 1893
    - Geslacht Adimantus Stål, 1878
    - Geslacht Antiphon Stål, 1878
    - Geslacht Caenacris Amédégnato & Descamps, 1979
    - Geslacht Chlorohippus Bruner, 1911
    - Geslacht Contacris Amédégnato & Descamps, 1979
    - Geslacht Copiocera Burmeister, 1838
    - Geslacht Copiocerina Descamps, 1978
    - Geslacht Copiotettix Descamps, 1984
    - Geslacht Cyphacris Gerstaecker, 1889
    - Geslacht Episcopotettix Rehn, 1903
    - Geslacht Eumecacris Descamps & Amédégnato, 1972
    - Geslacht Hippacris Scudder, 1865
    - Geslacht Monachidium Serville, 1831
    - Geslacht Oncolopha Stål, 1873
    - Geslacht Opshomala Serville, 1831

## Coptacridinae
- Onderfamilie Coptacridinae Brunner von Wattenwyl, 1893
  - Geslacht Bocagella Bolívar, 1889
  - Geslacht Coptacra Stål, 1873
  - Geslacht Coptacrella Bolívar, 1902
  - Geslacht Coptacridia Ramme, 1941
  - Geslacht Cyphocerastis Karsch, 1891
  - Geslacht Ecphymacris Bi, 1984
  - Geslacht Epistaurus Bolívar, 1889
  - Geslacht Eucoptacra Bolívar, 1902
  - Geslacht Eustaurus Mahmood & Yousuf, 2000
  - Geslacht Exochoderes Bolívar, 1882
  - Geslacht Hintzia Ramme, 1929
  - Geslacht Pamphagella Bruner, 1910
  - Geslacht Paracoptacra Karsch, 1896
  - Geslacht Parepistaurus Karsch, 1896
  - Geslacht Physocrobylus Dirsh, 1951
  - Geslacht Pirithoicus Uvarov, 1940
  - Geslacht Poecilocerastis Ramme, 1929
  - Geslacht Rhopaloceracris Tinkham, 1940
  - Geslacht Ruwenzoracris Rehn, 1914

## Cyrtacanthacridinae
- Onderfamilie Cyrtacanthacridinae Kirby, 1902
  -     - Geslacht Acanthacris Uvarov, 1923
    - Geslacht Acridoderes Bolívar, 1889
    - Geslacht Adramita Uvarov, 1936
    - Geslacht Armatacris Yin, 1979
    - Geslacht Austracris Uvarov, 1923
    - Geslacht Bryophyma Uvarov, 1923
    - Geslacht Caledonula Uvarov, 1939
    - Geslacht Callichloracris Ramme, 1931
    - Geslacht Chondracris Uvarov, 1923
    - Geslacht Congoa Bolívar, 1911
    - Geslacht Cristacridium Willemse, 1932
    - Geslacht Finotina Uvarov, 1923
    - Geslacht Gowdeya Uvarov, 1923
    - Geslacht Halmenus Scudder, 1893
    - Geslacht Hebridea Willemse, 1926
    - Geslacht Kinkalidia Sjöstedt, 1931
    - Geslacht Kraussaria Uvarov, 1923
    - Geslacht Mabacris Donskoff, 1986
    - Geslacht Nichelius Bolívar, 1888
    - Geslacht Ootua Uvarov, 1927
    - Geslacht Ordinacris Dirsh, 1966
    - Geslacht Ornithacris Uvarov, 1924
    - Geslacht Pachynotacris Uvarov, 1923
    - Geslacht Parakinkalidia Donskoff, 1986
    - Geslacht Parapachyacris Yin & Yin, 2008
    - Geslacht Rhytidacris Uvarov, 1923
    - Geslacht Ritchiella Mungai, 1992
    - Geslacht Taiacris Donskoff, 1986

  - Geslachtengroep Cyrtacanthacridini Kirby, 1910
    - Geslacht Anacridium Uvarov, 1923
    - Geslacht Cyrtacanthacris Walker, 1870
    - Geslacht Nomadacris Uvarov, 1923
    - Geslacht Orthacanthacris Karsch, 1896
    - Geslacht Patanga Uvarov, 1923
    - Geslacht Rhadinacris Uvarov, 1923
    - Geslacht Schistocerca Stål, 1873
    - Geslacht Valanga Uvarov, 1923
    - Geslacht Willemsea Uvarov, 1923

## Egnatiinae
- Onderfamilie Egnatiinae Bei-Bienko & Mishchenko, 1951
  -     - Geslacht Leptoscirtus Saussure, 1888

  - Geslachtengroep Egnatiini Bey-Bienko & Mishchenko, 1951
    - Geslacht Bienkonia Dirsh, 1970
    - Geslacht Charora Saussure, 1888
    - Geslacht Egnatiella Bolívar, 1914
    - Geslacht Egnatioides Vosseler, 1902
    - Geslacht Egnatius Stål, 1876
    - Geslacht Ferganacris Sergeev & Bugrov, 1988
    - Geslacht Paracharora Fishelson, 1993
    - Geslacht Paregnatius Uvarov, 1933

## Eremogryllinae
- Onderfamilie Eremogryllinae Dirsh, 1956
  - Geslacht Eremogryllus Krauss, 1902
  - Geslacht Notopleura Krauss, 1902

## Euryphyminae
- Onderfamilie Euryphyminae Dirsh, 1956
  - Geslacht Acoryphella Giglio-Tos, 1907
  - Geslacht Acrophymus Uvarov, 1922
  - Geslacht Amblyphymus Uvarov, 1922
  - Geslacht Anabibia Dirsh, 1956
  - Geslacht Aneuryphymus Uvarov, 1922
  - Geslacht Brachyphymus Uvarov, 1922
  - Geslacht Calliptamicus Uvarov, 1922
  - Geslacht Calliptamuloides Dirsh, 1956
  - Geslacht Calliptamulus Uvarov, 1922
  - Geslacht Catantopoides Johnsen, 1990
  - Geslacht Euryphymus Stål, 1873
  - Geslacht Kevanacris Dirsh, 1961
  - Geslacht Pachyphymus Uvarov, 1922
  - Geslacht Phymeurus Giglio-Tos, 1907
  - Geslacht Platacanthoides Kirby, 1910
  - Geslacht Plegmapteroides Dirsh, 1959
  - Geslacht Plegmapteropsis Dirsh, 1956
  - Geslacht Plegmapterus Martínez y Fernández-Castillo, 1898
  - Geslacht Rhachitopis Uvarov, 1922
  - Geslacht Rhachitopoides Naskrecki, 1995
  - Geslacht Rhodesiana Dirsh, 1959
  - Geslacht Somaliacris Dirsh, 1959
  - Geslacht Surudia Uvarov, 1930

## Eyprepocnemidinae
- Onderfamilie Eyprepocnemidinae Brunner von Wattenwyl, 1893
  -     - Geslacht Amphiprosopia Uvarov, 1921
    - Geslacht Belonocnemis Bolívar, 1914
    - Geslacht Cataloipus Bolívar, 1890
    - Geslacht Clomacris Popov, 1981
    - Geslacht Cyathosternum Bolívar, 1882
    - Geslacht Jagoa Popov, 1980
    - Geslacht Jucundacris Uvarov, 1921
    - Geslacht Malagacetrus Dirsh, 1962
    - Geslacht Malonjeacris Grunshaw, 1995
    - Geslacht Metaxymecus Karsch, 1893
    - Geslacht Neritius Bolívar, 1914
    - Geslacht Ogasawaracris Ito, 2003
    - Geslacht Oxyaeida Bolívar, 1914
    - Geslacht Paraneritius Jago, 1994
    - Geslacht Paraprocticus Grunshaw, 1995
    - Geslacht Phyllocercus Uvarov, 1941
    - Geslacht Squaroplatacris Liang & Zheng, 1987
    - Geslacht Taramassus Giglio-Tos, 1907
    - Geslacht Tenebracris Dirsh, 1962
    - Geslacht Tropidiopsis Bolívar, 1911
    - Geslacht Tylotropidius Stål, 1873

  - Geslachtengroep Eyprepocnemidini Brunner von Wattenwyl, 1893
    - Geslacht Euprepocnemides Bolívar, 1914
    - Geslacht Eyprepocnemis Fieber, 1853
    - Geslacht Eyprepocprifas Donskoff, 1983
    - Geslacht Heteracris Walker, 1870
    - Geslacht Shirakiacris Dirsh, 1958

## Gomphocerinae
- Onderfamilie Gomphocerinae Fieber, 1853
  -     - Geslacht Acantherus Scudder & Cockerell, 1902
    - Geslacht Acocksacris Dirsh, 1958
    - Geslacht Anablepia Uvarov, 1938
    - Geslacht Azarea Uvarov, 1926
    - Geslacht Baidoceracris Chopard, 1947
    - Geslacht Brachycrotaphus Krauss, 1877
    - Geslacht Brainia Uvarov, 1922
    - Geslacht Carinulaenotus Yin, 1982
    - Geslacht Catabothrus Uvarov, 1962
    - Geslacht Chrysacris Zheng, 1983
    - Geslacht Chrysochraoides Ren & Zhang, 1993
    - Geslacht Cophohippus Uvarov, 1953
    - Geslacht Dhimbana Henry, 1940
    - Geslacht Diablepia Kirby, 1902
    - Geslacht Dianacris Yin & Feng, 1983
    - Geslacht Eleutherotheca Karny, 1907
    - Geslacht Ermia Popov, 1957
    - Geslacht Esselenia Hebard, 1920
    - Geslacht Faureia Uvarov, 1921
    - Geslacht Gelastorhinus Brunner von Wattenwyl, 1893
    - Geslacht Inyangana Naskrecki, 1992
    - Geslacht Italohippus Fontana & La Greca, 1999
    - Geslacht Kangacris Yin & Feng, 1983
    - Geslacht Karruhippus Brown, 1989
    - Geslacht Komandia Uvarov, 1953
    - Geslacht Kraussella Bolívar, 1909
    - Geslacht Leurohippus Uvarov, 1940
    - Geslacht Leva Bolívar, 1909
    - Geslacht Lounsburyna Uvarov, 1922
    - Geslacht Macrokangacris Yin, 1983
    - Geslacht Madurea Bolívar, 1902
    - Geslacht Malagasippus Descamps & Wintrebert, 1966
    - Geslacht Megafrohippus Jago, 1996
    - Geslacht Melinohippus Jago, 1996
    - Geslacht Mesopsis Bolívar, 1906
    - Geslacht Minihippus Jago, 1996
    - Geslacht Mongolotettix Rehn, 1928
    - Geslacht Neoleva Jago, 1996
    - Geslacht Ovambohippus Brown, 1972
    - Geslacht Paragonista Willemse, 1932
    - Geslacht Paragymnobothrus Karny, 1910
    - Geslacht Pegasidion Saussure, 1861
    - Geslacht Phonogaster Henry, 1940
    - Geslacht Platypternodes Bolívar, 1908
    - Geslacht Pnorisa Stål, 1861
    - Geslacht Primnia Stål, 1873
    - Geslacht Pseudegnatius Dirsh, 1956
    - Geslacht Pseudoberengueria Jago, 1996
    - Geslacht Pseudogmothela Karny, 1910
    - Geslacht Pseudoleva Jago, 1996
    - Geslacht Pusillarolium Zheng, 1999
    - Geslacht Quangula Uvarov, 1953
    - Geslacht Salariacris Descamps & Wintrebert, 1966
    - Geslacht Sporobolius Uvarov, 1941
    - Geslacht Squamopenna Lian & Zheng, 1984
    - Geslacht Stenohippus Uvarov, 1926
    - Geslacht Tanalanacris Descamps & Wintrebert, 1966
    - Geslacht Thyridota Uvarov, 1925
    - Geslacht Tinaria Stål, 1861
    - Geslacht Unalia Koçak & Kemal, 2008
    - Geslacht Xenocheila Uvarov, 1933

  - Geslachtengroep Acrolophitini
    - Geslacht Acrolophitus Thomas, 1871
    - Geslacht Bootettix Bruner, 1889

  - Geslachtengroep Amblytropidiini Brunner von Wattenwyl, 1893
    - Geslacht Amblytropidia Stål, 1873
    - Geslacht Apolobamba Bruner, 1913
    - Geslacht Boopedon Thomas, 1870
    - Geslacht Caribacris Rehn & Hebard, 1938
    - Geslacht Fenestra Giglio-Tos, 1895
    - Geslacht Peruvia Scudder, 1890
    - Geslacht Pseudoutanacris Jago, 1971
    - Geslacht Sinipta Stål, 1861
    - Geslacht Syrbula Stål, 1873

  - Geslachtengroep Arcypterini Shumakov, 1963
    - Geslacht Adolfius Harz, 1988
    - Geslacht Amplicubitoacris Zheng, 2010
    - Geslacht Arcyptera Serville, 1838
    - Geslacht Asulconotoides Liu, 1984
    - Geslacht Asulconotus Yin, 1974
    - Geslacht Aulacobothrus Bolívar, 1902
    - Geslacht Berengueria Bolívar, 1909
    - Geslacht Brachypteracris Cao & Zheng, 1996
    - Geslacht Crucinotacris Jago, 1996
    - Geslacht Leionotacris Jago, 1996
    - Geslacht Leuconemacris Zheng, 1988
    - Geslacht Ningxiacris Zheng & He, 1997
    - Geslacht Podismopsis Zubovski, 1900
    - Geslacht Pseudoarcyptera Bolívar, 1909
    - Geslacht Ptygonotus Tarbinsky, 1927
    - Geslacht Rhaphotittha Karsch, 1896
    - Geslacht Suacris Yin, Zhang & Li, 2002
    - Geslacht Transtympanacris Lian & Zheng, 1985
    - Geslacht Xinjiangacris Zheng, 1993

  - Geslachtengroep Aulocarini Contreras & Chapco, 2006
    - Geslacht Ageneotettix McNeill, 1897
    - Geslacht Aulocara Scudder, 1876
    - Geslacht Eupnigodes McNeill, 1897
    - Geslacht Horesidotes Scudder, 1899
    - Geslacht Psoloessa Scudder, 1875

  - Geslachtengroep Chrysochraontini Brunner von Wattenwyl, 1893
    - Geslacht Barracris Gurney, Strohecker & Helfer, 1963
    - Geslacht Chloealtis Harris, 1841
    - Geslacht Chrysochraon Fischer, 1853
    - Geslacht Confusacris Yin & Li, 1987
    - Geslacht Euthystira Fieber, 1852
    - Geslacht Euthystiroides Zhang, Zheng & Ren, 1995
    - Geslacht Foveolatacris Yin & Li, 1987
    - Geslacht Podismomorpha Lian & Zheng, 1984
    - Geslacht Pseudoasonus Yin, 1982

  - Geslachtengroep Cibolacrini Otte, 1981
    - Geslacht Cibolacris Hebard, 1937
    - Geslacht Heliaula Caudell, 1915
    - Geslacht Ligurotettix McNeill, 1897
    - Geslacht Xeracris Caudell, 1915

  - Geslachtengroep Compsacrini Carbonell, 1995
    - Geslacht Chiapacris Otte, 1979
    - Geslacht Compsacris Bolívar, 1890
    - Geslacht Notopomala Jago, 1971
    - Geslacht Phaneroturis Bruner, 1904
    - Geslacht Silvitettix Bruner, 1904
    - Geslacht Staurorhectus Giglio-Tos, 1897

  - Geslachtengroep Dnopherulaini
    - Geslacht Amesotropis Karsch, 1893
    - Geslacht Dnopherula Karsch, 1896

  - Geslachtengroep Dociostaurini Mishchenko, 1974
    - Geslacht Albistriacris Zheng & Lu, 2002
    - Geslacht Dociostaurus Fieber, 1853
    - Geslacht Eremippus Uvarov, 1926
    - Geslacht Eremitusacris Liu, 1981
    - Geslacht Mizonocara Uvarov, 1912
    - Geslacht Notostaurus Bei-Bienko, 1933
    - Geslacht Xerohippus Uvarov, 1942

  - Geslachtengroep Eritettigini Otte, 1981
    - Geslacht Amphitornus McNeill, 1897
    - Geslacht Compsacrella Rehn & Hebard, 1938
    - Geslacht Eritettix Bruner, 1889
    - Geslacht Opeia McNeill, 1897

  - Geslachtengroep Gomphocerini Fieber, 1853
    - Geslacht Aeropedellus Hebard, 1935
    - Geslacht Brunneria McNeill, 1897
    - Geslacht Chorthippus Fieber, 1852
    - Geslacht Dasyhippus Uvarov, 1930
    - Geslacht Euchorthippus Tarbinsky, 1926
    - Geslacht Gomphoceridius Bolívar, 1914
    - Geslacht Gomphocerippus Roberts, 1941
    - Geslacht Gomphoceroides Zheng, Xi & Lian, 1992
    - Geslacht Gomphocerus Thunberg, 1815
    - Geslacht Megaulacobothrus Caudell, 1921
    - Geslacht Mesasippus Tarbinsky, 1931
    - Geslacht Myrmeleotettix Bolívar, 1914
    - Geslacht Pezohippus Bei-Bienko, 1948
    - Geslacht Phlibostroma Scudder, 1875
    - Geslacht Pseudochorthippus Defaut, 2012
    - Geslacht Stauroderus Bolívar, 1897
    - Geslacht Stenobothroides Xu & Zheng, 1996

  - Geslachtengroep Hypernephiini Mistshenko, 1973
    - Geslacht Anaptygus Mishchenko, 1951
    - Geslacht Asonus Yin, 1982
    - Geslacht Caucasippus Uvarov, 1927
    - Geslacht Dysanema Uvarov, 1925
    - Geslacht Eclipophleps Tarbinsky, 1927
    - Geslacht Grigorija Mishchenko, 1976
    - Geslacht Hebetacris Liu, 1981
    - Geslacht Hypernephia Uvarov, 1922
    - Geslacht Oknosacris Liu, 1981
    - Geslacht Oreoptygonotus Tarbinsky, 1927
    - Geslacht Ptygippus Mishchenko, 1951
    - Geslacht Saxetophilus Umnov, 1930
    - Geslacht Stristernum Liu, 1981

  - Geslachtengroep Melanotettigini Otte, 1981
    - Geslacht Melanotettix Bruner, 1904

  - Geslachtengroep Mermiriini Brunner von Wattenwyl, 1893
    - Geslacht Achurum Saussure, 1861
    - Geslacht Mermiria Stål, 1873
    - Geslacht Pseudopomala Morse, 1896

  - Geslachtengroep Ochrilidini Brunner von Wattenwyl, 1893
    - Geslacht Gonista Bolívar, 1898
    - Geslacht Kirmania Uvarov, 1933
    - Geslacht Ochrilidia Stål, 1873
    - Geslacht Oxypterna Ramme, 1952

  - Geslachtengroep Orinhippini Yin, 1984
    - Geslacht Orinhippus Uvarov, 1921

  - Geslachtengroep Orphulellini Otte, 1979
    - Geslacht Dichromorpha Morse, 1896
    - Geslacht Laplatacris Rehn, 1939
    - Geslacht Orphulella Giglio-Tos, 1894
    - Geslacht Orphulina Giglio-Tos, 1894

  - Geslachtengroep Pacrini Zhang, Zhang & Yin, 2012
    - Geslacht Pacris Zhang, Zhang & Yin, 2012
    - Geslacht Cordillacris Rehn, 1901
    - Geslacht Paropomala Scudder, 1899
    - Geslacht Prorocorypha Rehn, 1911

  - Geslachtengroep Ramburiellini Defaut, 2012
    - Geslacht Ramburiella Bolívar, 1906

  - Geslachtengroep Scyllinini Brunner von Wattenwyl, 1893
    - Geslacht Alota Bruner, 1913
    - Geslacht Borellia Rehn, 1906
    - Geslacht Carrascotettix Carbonell, 1995
    - Geslacht Cauratettix Roberts, 1937
    - Geslacht Euplectrotettix Bruner, 1900
    - Geslacht Jagomphocerus Carbonell, 1995
    - Geslacht Meloscirtus Bruner, 1906
    - Geslacht Parapellopedon Jago, 1971
    - Geslacht Pellopedon Bruner, 1911
    - Geslacht Rhammatocerus Saussure, 1861
    - Geslacht Scyllinula Carbonell, 1995
    - Geslacht Stereotettix Rehn, 1906

  - Geslachtengroep Stenobothrini Harz, 1975
    - Geslacht Omocestus Bolívar, 1878
    - Geslacht Stenobothrus Fischer, 1853

## Habrocneminae
- Onderfamilie Habrocneminae Yin, 1982
  - Geslacht Habrocnemis Uvarov, 1930
  - Geslacht Tectiacris Wei & Zheng, 2005

## Hemiacridinae
- Onderfamilie Hemiacridinae Dirsh, 1956
  -     - Geslacht Calamippa Henry, 1940
    - Geslacht Clonacris Uvarov, 1943
    - Geslacht Euthymia Stål, 1875
    - Geslacht Galideus Finot, 1908
    - Geslacht Gergis Stål, 1875
    - Geslacht Glauningia Ramme, 1929
    - Geslacht Hysiella Bolívar, 1906
    - Geslacht Kassongia Bolívar, 1908
    - Geslacht Limnippa Uvarov, 1941
    - Geslacht Lopheuthymia Uvarov, 1943
    - Geslacht Malagasacris Rehn, 1944
    - Geslacht Morondavia Dirsh, 1962
    - Geslacht Onetes Rehn, 1944
    - Geslacht Oraistes Karsch, 1896
    - Geslacht Pachyceracris Dirsh, 1962
    - Geslacht Paulianiobia Dirsh & Descamps, 1968
    - Geslacht Proeuthymia Rehn, 1944
    - Geslacht Pseudoserpusia Dirsh, 1962
    - Geslacht Uvarovidium Dirsh, 1956
    - Geslacht Xenippella Kevan, 1966
    - Geslacht Xenippoides Chopard, 1952

  - Geslachtengroep Hemiacridini Dirsh 1956
    - Geslacht Hemiacris Walker, 1870
    - Geslacht Hemipristocorypha Dirsh, 1952
    - Geslacht Pristocorypha Karsch, 1896

  - Geslachtengroep Hieroglyphini Bolívar, 1912 
    - Geslacht Hieroglyphodes Uvarov, 1922
    - Geslacht Hieroglyphus Krauss, 1877
    - Geslacht Parahieroglyphus Carl, 1916

  - Geslachtengroep Leptacrini Johnston, 1956
    - Geslacht Acanthoxia Bolívar, 1906
    - Geslacht Leptacris Walker, 1870
    - Geslacht Meruana Sjöstedt, 1909
    - Geslacht Sudanacris Uvarov, 1944
    - Geslacht Dirshacris Brown, 1959
    - Geslacht Hemiloryma Brown, 1973
    - Geslacht Labidioloryma Grunshaw, 1986
    - Geslacht Loryma Stål, 1878

  - Geslachtengroep Mesopserini Otte, 1995
    - Geslacht Mesopsera Bolívar, 1908
    - Geslacht Xenippa Stål, 1878
    - Geslacht Xenippacris Descamps & Wintrebert, 1966

## Leptysminae
- Onderfamilie Leptysminae Brunner von Wattenwyl, 1893
  -     - Geslacht Oxyphyma Saussure, 1861

  - Geslachtengroep Chloropseustini Amédégnato 1974
    - Geslacht Chloropseustes Rehn, 1918

  - Geslachtengroep Leptysmini Brunner von Wattenwyl 1893
    - Geslacht Belosacris Rehn & Eades, 1961
    - Geslacht Carbonellacris Roberts, 1977
    - Geslacht Columbacris Bruner, 1911
    - Geslacht Cylindrotettix Bruner, 1906
    - Geslacht Leptysma Stål, 1873
    - Geslacht Leptysmina Giglio-Tos, 1894
    - Geslacht Seabratettix Roberts, 1980
    - Geslacht Stenacris Walker, 1870
    - Geslacht Tucayaca Bruner, 1920

  - Geslachtengroep Tetrataeniini Brunner von Wattenwyl 1893
    - Geslacht Cornops Scudder, 1875
    - Geslacht Eumastusia Bruner, 1911
    - Geslacht Guetaresia Rehn, 1929
    - Geslacht Haroldgrantia Carbonell, Ronderos & Mesa, 1967
    - Geslacht Mastusia Stål, 1878
    - Geslacht Nadiacris Descamps & Amédégnato, 1972
    - Geslacht Oxybleptella Giglio-Tos, 1894
    - Geslacht Stenopola Stål, 1873
    - Geslacht Tetrataenia Stål, 1873
    - Geslacht Xenismacris Descamps & Amédégnato, 1972

## Marelliinae
- Onderfamilie Marelliinae Eades, 2000
  - Geslacht Marellia Uvarov, 1929

## Melanoplinae
- Onderfamilie Melanoplinae Scudder, 1897
  -     - Geslacht Agnostokasia Gurney & Rentz, 1964
    - Geslacht Aidemona Brunner von Wattenwyl, 1893
    - Geslacht Akamasacris Cigliano & Otte, 2003
    - Geslacht Apacris Hebard, 1931
    - Geslacht Duartettix Perez-Gelabert & Otte, 2000
    - Geslacht Karokia Rehn, 1964
    - Geslacht Mexacris Otte, 2007
    - Geslacht Mexitettix Otte, 2007
    - Geslacht Neopedies Hebard, 1931
    - Geslacht Nisquallia Rehn, 1952
    - Geslacht Parascopas Bruner, 1906
    - Geslacht Pedies Saussure, 1861
    - Geslacht Propedies Hebard, 1931
    - Geslacht Pseudoscopas Hebard, 1931
    - Geslacht Psilotettix Bruner, 1907
    - Geslacht Radacris Ronderos & Sanchez, 1983
    - Geslacht Tijucella Amédégnato & Descamps, 1979

  - Geslachtengroep Conalcaeini Cohn & Cantrall 1974
    - Geslacht Barytettix Scudder, 1897
    - Geslacht Conalcaea Scudder, 1897
    - Geslacht Huastecacris Fontana & Buzzetti, 2007
    - Geslacht Oedomerus Bruner, 1907

  - Geslachtengroep Dactylotini Scudder, S.H. 1897
    - Geslacht Aztecacris Roberts, 1947
    - Geslacht Campylacantha Scudder, 1897
    - Geslacht Dactylotum Charpentier, 1843
    - Geslacht Dasyscirtus Bruner, 1908
    - Geslacht Gymnoscirtetes Scudder, 1897
    - Geslacht Hesperotettix Scudder, 1875
    - Geslacht Meridacris Roberts, 1937
    - Geslacht Paraidemona Brunner von Wattenwyl, 1893
    - Geslacht Paratylotropidia Brunner von Wattenwyl, 1893
    - Geslacht Perixerus Gerstaecker, 1873
    - Geslacht Poecilotettix Scudder, 1897

  - Geslachtengroep Dichroplini Rehn, & Randell 1963
    - Geslacht Atrachelacris Giglio-Tos, 1894
    - Geslacht Baeacris Rowell & Carbonell, 1977
    - Geslacht Bogotacris Ronderos, 1979
    - Geslacht Boliviacris Ronderos & Cigliano, 1990
    - Geslacht Chibchacris Hebard, 1923
    - Geslacht Chlorus Giglio-Tos, 1898
    - Geslacht Coyacris Ronderos, 1991
    - Geslacht Dichromatos Cigliano, 2007
    - Geslacht Dichroplus Stål, 1873
    - Geslacht Digamacris Carbonell, 1989
    - Geslacht Eurotettix Bruner, 1906
    - Geslacht Hazelacris Ronderos, 1981
    - Geslacht Keyopsis Ronderos & Cigliano, 1993
    - Geslacht Leiotettix Bruner, 1906
    - Geslacht Mariacris Ronderos & Turk, 1989
    - Geslacht Orotettix Ronderos & Carbonell, 1994
    - Geslacht Pediella Roberts, 1937
    - Geslacht Ponderacris Ronderos & Cigliano, 1991
    - Geslacht Ronderosia Cigliano, 1997
    - Geslacht Scotussa Giglio-Tos, 1894
    - Geslacht Timotes Roberts, 1937
    - Geslacht Yungasus Mayer, 2006

  - Geslachtengroep Jivarini Hebard 1924
    - Geslacht Argemiacris Ronderos, 1978
    - Geslacht Comansacris Ronderos & Cigliano, 1990
    - Geslacht Dicaearchus Stål, 1878
    - Geslacht Hydnosternacris Amédégnato & Descamps, 1978
    - Geslacht Intiacris Ronderos & Cigliano, 1990
    - Geslacht Jivarus Giglio-Tos, 1898
    - Geslacht Maeacris Ronderos, 1983
    - Geslacht Nahuelia Liebermann, 1942
    - Geslacht Oreophilacris Roberts, 1937
    - Geslacht Urubamba Bruner, 1913

  - Geslachtengroep Melanoplini Scudder, S.H. 1897
    - Geslacht Aeoloplides Caudell, 1915
    - Geslacht Agroecotettix Bruner, 1908
    - Geslacht Aopodisma Tominaga & Uchida, 2001
    - Geslacht Aptenopedes Scudder, 1878
    - Geslacht Cephalotettix Scudder, 1897
    - Geslacht Chloroplus Hebard, 1918
    - Geslacht Eotettix Scudder, 1897
    - Geslacht Hypochlora Brunner von Wattenwyl, 1893
    - Geslacht Melanoplus Stål, 1873
    - Geslacht Necaxacris Roberts, 1939
    - Geslacht Netrosoma Scudder, 1897
    - Geslacht Oedaleonotus Scudder, 1897
    - Geslacht Paroxya Scudder, 1877
    - Geslacht Phaedrotettix Scudder, 1897
    - Geslacht Phaulotettix Scudder, 1897
    - Geslacht Philocleon Scudder, 1897
    - Geslacht Phoetaliotes Scudder, 1897
    - Geslacht Sinaloa Scudder, 1897

  - Geslachtengroep Podismini Mishchenko 1945
    - Geslacht Anapodisma Dovnar-Zapolskij, 1932
    - Geslacht Anepipodisma Huang, 1984
    - Geslacht Appalachia Rehn & Rehn, 1936
    - Geslacht Argiacris Hebard, 1918
    - Geslacht Asemoplus Scudder, 1897
    - Geslacht Booneacris Rehn & Randell, 1962
    - Geslacht Bradynotes Scudder, 1880
    - Geslacht Buckellacris Rehn & Rehn, 1945
    - Geslacht Capraiuscola Galvagni, 1986
    - Geslacht Chortopodisma Ramme, 1951
    - Geslacht Cophopodisma Dovnar-Zapolskij, 1932
    - Geslacht Cophoprumna Dovnar-Zapolskij, 1932
    - Geslacht Curvipennis Huang, 1984
    - Geslacht Dendrotettix Packard, 1890
    - Geslacht Dicranophyma Uvarov, 1921
    - Geslacht Epipodisma Ramme, 1951
    - Geslacht Fruhstorferiola Willemse, 1921
    - Geslacht Galvagniella Harz, 1973
    - Geslacht Hebardacris Rehn, 1952
    - Geslacht Hypsalonia Gurney & Eades, 1961
    - Geslacht Indopodisma Dovnar-Zapolskij, 1932
    - Geslacht Italopodisma Harz, 1973
    - Geslacht Kingdonella Uvarov, 1933
    - Geslacht Micropodisma Dovnar-Zapolskij, 1932
    - Geslacht Miramella Dovnar-Zapolskij, 1932
    - Geslacht Nadigella Galvagni, 1986
    - Geslacht Niitakacris Tinkham, 1936
    - Geslacht Odontopodisma Dovnar-Zapolskij, 1932
    - Geslacht Ognevia Ikonnikov, 1911
    - Geslacht Oropodisma Uvarov, 1942
    - Geslacht Parapodisma Mishchenko, 1947
    - Geslacht Paratonkinacris You & Li, 1983
    - Geslacht Pedopodisma Zheng, 1980
    - Geslacht Peripodisma Willemse, 1972
    - Geslacht Podisma Berthold, 1827
    - Geslacht Podismodes Ramme, 1939
    - Geslacht Pseudopodisma Mishchenko, 1947
    - Geslacht Pseudoprumna Dovnar-Zapolskij, 1932
    - Geslacht Qinlingacris Yin & Chou, 1979
    - Geslacht Qinshuiacris Zheng & Mao, 1996
    - Geslacht Rammepodisma Weidner, 1969
    - Geslacht Rectimargipodisma Zheng, Li & Wang, 2004
    - Geslacht Rhinopodisma Mishchenko, 1954
    - Geslacht Sinopodisma Chang, 1940
    - Geslacht Tonkinacris Carl, 1916
    - Geslacht Xiangelilacris Zheng, Huang & Zhou, 2008
    - Geslacht Yunnanacris Chang, 1940
    - Geslacht Zubovskya Dovnar-Zapolskij, 1932

  - Geslachtengroep Prumnini Mayer 2004
    - Geslacht Pachypodisma Dovnar-Zapolskij, 1932
    - Geslacht Prumna Motschulsky, 1859
    - Geslacht Prumnacris Rehn & Rehn, 1944

## Oedipodinae
- Onderfamilie Oedipodinae Walker, 1871
  -     - Geslacht Angaracrisoides Gong & Zheng, 2003
    - Geslacht Asphingoderus Bei-Bienko, 1950
    - Geslacht Atympanum Yin, 1982
    - Geslacht Aulocaroides Werner, 1913
    - Geslacht Aurilobulus Yin, 1979
    - Geslacht Austroicetes Uvarov, 1925
    - Geslacht Brancsikellus Berg, 1899
    - Geslacht Chloebora Saussure, 1884
    - Geslacht Chondronotulus Uvarov, 1956
    - Geslacht Chortoicetes Brunner von Wattenwyl, 1893
    - Geslacht Crinita Dirsh, 1949
    - Geslacht Cyanicaudata Yin, 1979
    - Geslacht Diraneura Scudder, 1897
    - Geslacht Dittopternis Saussure, 1884
    - Geslacht Elmisia Dirsh, 1949
    - Geslacht Eokingdonella Yin, 1984
    - Geslacht Eremoscopus Bei-Bienko, 1951
    - Geslacht Eurysternacris Chopard, 1947
    - Geslacht Fitzgeraldia Uvarov, 1952
    - Geslacht Flatovertex Zheng, 1981
    - Geslacht Granada Koçak & Kemal, 2008
    - Geslacht Homoeopternis Uvarov, 1953
    - Geslacht Humbe Bolívar, 1882
    - Geslacht Jinabia Uvarov, 1952
    - Geslacht Kinshaties Zheng, 1977
    - Geslacht Leptopternis Saussure, 1884
    - Geslacht Mecistopteryx Saussure, 1888
    - Geslacht Morphacris Walker, 1870
    - Geslacht Nepalacris Balderson & Yin, 1987
    - Geslacht Oreacris Bolívar, 1911
    - Geslacht Promesosternus Yin, 1982
    - Geslacht Pseudaiolopus Hollis, 1967
    - Geslacht Pycnocrania Uvarov, 1941
    - Geslacht Pycnodella Descamps, 1965
    - Geslacht Pycnodictya Stål, 1873
    - Geslacht Pycnostictus Saussure, 1884
    - Geslacht Qualetta Sjöstedt, 1921
    - Geslacht Rashidia Uvarov, 1933
    - Geslacht Tibetacris Chen, 1964
    - Geslacht Tmetonota Saussure, 1884
    - Geslacht Zimbabwea Miller, 1949

  - Geslachtengroep Acrotylini Shumakov 1963
    - Geslacht Acrotylus Fieber, 1853
    - Geslacht Pusana Uvarov, 1940

  - Geslachtengroep Anconiini Otte, 1995
    - Geslacht Anconia Scudder, 1876

  - Geslachtengroep Arphiini Otte, 1995
    - Geslacht Arphia Stål, 1873
    - Geslacht Lactista Saussure, 1884
    - Geslacht Leuronotina Hebard, 1932
    - Geslacht Tomonotus Saussure, 1861

  - Geslachtengroep Bryodemini Bei-Bienko 1930
    - Geslacht Andrea Mishchenko, 1989
    - Geslacht Angaracris Bei-Bienko, 1930
    - Geslacht Bryodema Fieber, 1853
    - Geslacht Bryodemacris Benediktov, 1998
    - Geslacht Bryodemella Yin, 1982
    - Geslacht Circotettix Scudder, 1876
    - Geslacht Compsorhipis Saussure, 1889
    - Geslacht Uvaroviola Bei-Bienko, 1930

  - Geslachtengroep Chortophagini Otte, 1984
    - Geslacht Chimarocephala Scudder, 1875
    - Geslacht Chortophaga Saussure, 1884
    - Geslacht Encoptolophus Scudder, 1875
    - Geslacht Shotwellia Gurney, 1940

  - Geslachtengroep Epacromiini Brunner von Wattenwyl 1893
    - Geslacht Aiolopus Fieber, 1853
    - Geslacht Demirsoyus Sirin & Çiplak, 2004
    - Geslacht Duroniella Bolívar, 1908
    - Geslacht Epacromius Uvarov, 1942
    - Geslacht Heteropternis Stål, 1873
    - Geslacht Hilethera Uvarov, 1923
    - Geslacht Jasomenia Bolívar, 1914
    - Geslacht Paracinema Fischer, 1853
    - Geslacht Platypygius Uvarov, 1942

  - Geslachtengroep Hippiscini Otte, 1984
    - Geslacht Agymnastus Scudder, 1897
    - Geslacht Camnula Stål, 1873
    - Geslacht Cratypedes Scudder, 1876
    - Geslacht Hadrotettix Scudder, 1876
    - Geslacht Heliastus Saussure, 1884
    - Geslacht Hippiscus Saussure, 1861
    - Geslacht Leprus Saussure, 1861
    - Geslacht Pardalophora Saussure, 1884
    - Geslacht Sticthippus Scudder, 1892
    - Geslacht Xanthippus Saussure, 1884

  - Geslachtengroep Locustini Kirby, 1825
    - Geslacht Brunnerella Saussure, 1888
    - Geslacht Chifanicus Benediktov, 2001
    - Geslacht Gastrimargus Saussure, 1884
    - Geslacht Grammoscapha Uvarov, 1942
    - Geslacht Locusta Linnaeus, 1758
    - Geslacht Locustana Uvarov, 1921
    - Geslacht Oedaleus Fieber, 1853
    - Geslacht Psophus Fieber, 1853
    - Geslacht Pternoscirta Saussure, 1884
    - Geslacht Ptetica Saussure, 1884
    - Geslacht Pyrgodera Fischer von Waldheim, 1846
    - Geslacht Scintharista Saussure, 1884

  - Geslachtengroep Macherocerini
    - Geslacht Machaerocera Saussure, 1859

  - Geslachtengroep Oedipodini Walker, 1871
    - Geslacht Celes Saussure, 1884
    - Geslacht Mioscirtus Saussure, 1888
    - Geslacht Ochyracris Zheng, 1991
    - Geslacht Oedipoda Latreille, 1829
    - Geslacht Oedipodacris Willemse, 1932

  - Geslachtengroep Parapleurini Brunner von Wattenwyl 1893
    - Geslacht Ceracris Walker, 1870
    - Geslacht Ceracrisoides Liu, 1985
    - Geslacht Formosacris Willemse, 1951
    - Geslacht Mecostethus Fieber, 1852
    - Geslacht Parapleurodes Ramme, 1941
    - Geslacht Stethophyma Fischer, 1853
    - Geslacht Yiacris Zheng & Chen, 1993

  - Geslachtengroep Psinidiini Otte, 1984
    - Geslacht Derotmema Scudder, 1876
    - Geslacht Hippopedon Saussure, 1861
    - Geslacht Mestobregma Scudder, 1876
    - Geslacht Metator McNeill, 1901
    - Geslacht Psinidia Stål, 1873
    - Geslacht Trachyrhachys Scudder, 1876
    - Geslacht Trepidulus McNeill, 1901

  - Geslachtengroep Sphingonotini Johnston, 1956
    - Geslacht Conipoda Saussure, 1884
    - Geslacht Conozoa Saussure, 1884
    - Geslacht Cophotylus Krauss, 1902
    - Geslacht Dissosteira Scudder, 1876
    - Geslacht Eusphingoderus Bei-Bienko, 1950
    - Geslacht Eusphingonotus Bei-Bienko, 1950
    - Geslacht Heliopteryx Uvarov, 1914
    - Geslacht Helioscirtus Saussure, 1884
    - Geslacht Hyalorrhipis Saussure, 1884
    - Geslacht Microtes Scudder, 1900
    - Geslacht Phaeonotus Popov, 1951
    - Geslacht Pseudoceles Bolívar, 1899
    - Geslacht Quadriverticis Zheng, 1999
    - Geslacht Spharagemon Scudder, 1875
    - Geslacht Sphingoderus Bei-Bienko, 1950
    - Geslacht Sphingonotus Fieber, 1852
    - Geslacht Tetramerotropis Saussure, 1888
    - Geslacht Thalpomena Saussure, 1884
    - Geslacht Trimerotropis Stål, 1873
    - Geslacht Vosseleriana Uvarov, 1924

  - Geslachtengroep Trilophidiini Shumakov 1963
    - Geslacht Trilophidia Stål, 1873

  - Geslachtengroep Tropidolophini Otte, 1995
    - Geslacht Tropidolophus Thomas, 1873

## Ommatolampinae
- Onderfamilie Ommatolampinae Brunner von Wattenwyl, 1893
  -     -       - Geslacht Beckeracris Amédégnato & Descamps, 1979
      - Geslacht Lagidacris Amédégnato & Descamps, 1979
      - Geslacht Leptalacris Descamps & Rowell, 1978
      - Geslacht Reyesacris Descamps & Amédégnato, 1989
      - Geslacht Tergoceracris Perez-Gelabert & Otte, 2003

  - Geslachtengroep Abracrini Amédégnato 1974
    -       - Geslacht Abracris Walker, 1870
      - Geslacht Agesander Stål, 1878
      - Geslacht Arimacris Matiotti da Costa & Carvalho, 2006
      - Geslacht Caruaruacris Matiotti da Costa & Carvalho, 2006
      - Geslacht Eujivarus Bruner, 1911
      - Geslacht Eusitalces Bruner, 1911
      - Geslacht Ixalotettix Amédégnato & Descamps, 1979
      - Geslacht Jodacris Giglio-Tos, 1897
      - Geslacht Liebermannacris Matiotti da Costa & Carvalho, 2006
      - Geslacht Monneacris Amédégnato & Descamps, 1979
      - Geslacht Omalotettix Bruner, 1906
      - Geslacht Orthoscapheus Bruner, 1906
      - Geslacht Parasitalces Bruner, 1911
      - Geslacht Psiloscirtus Bruner, 1911
      - Geslacht Rhachicreagra Rehn, 1905
      - Geslacht Robustusacris Matiotti da Costa & Carvalho, 2006
      - Geslacht Roppacris Amédégnato & Descamps, 1979
      - Geslacht Salvadoracris Matiotti da Costa & Carvalho, 2006
      - Geslacht Sitalces Stål, 1878
      - Geslacht Teinophaus Bruner, 1908
      - Geslacht Xiphiola Bolívar, 1896

  - Geslachtengroep Aspidophymini Bolívar, I. 1884
    -       - Geslacht Alemacris Amédégnato & Descamps, 1979
      - Geslacht Aspidophyma Bolívar, 1884
      - Geslacht Hyalinacris Amédégnato & Poulain, 1998
      - Geslacht Loepacris Descamps & Amédégnato, 1973
      - Geslacht Malezacris Amédégnato & Poulain, 1998
      - Geslacht Thamnacris Descamps & Amédégnato, 1972

  - Geslachtengroep Clematodinini Amédégnato 1974
    -       - Geslacht Clematodina Günther, 1940
      - Geslacht Rehnuciera Carbonell, 1969

  - Geslachtengroep Ommatolampini Brunner von Wattenwyl 1893
    - Ondertak Ommatolampina Brunner von Wattenwyl 1893
      - Geslacht Episomacris Carbonell & Descamps, 1978
      - Geslacht Eucosmetacris Carbonell & Descamps, 1978
      - Geslacht Eulampiacris Carbonell & Descamps, 1978
      - Geslacht Hippariacris Carbonell & Descamps, 1978
      - Geslacht Kyphiacris Carbonell & Descamps, 1978
      - Geslacht Lamiacris Carbonell & Descamps, 1978
      - Geslacht Leptopteracris Carbonell & Descamps, 1978
      - Geslacht Nepiopteracris Carbonell & Descamps, 1978
      - Geslacht Ommatolampis Burmeister, 1838
      - Geslacht Peruana Koçak & Kemal, 2008
      - Geslacht Ronderosacris Carbonell & Descamps, 1978
      - Geslacht Stenelutracris Carbonell & Descamps, 1978
      - Geslacht Tingomariacris Carbonell & Descamps, 1978

    - Ondertak Oulenotacrina Descamps, 1979
      - Geslacht Agrotacris Descamps, 1979
      - Geslacht Anablysis Gerstaecker, 1889
      - Geslacht Ananotacris Descamps, 1978
      - Geslacht Antiphanes Stål, 1878
      - Geslacht Barypygiacris Descamps, 1979
      - Geslacht Demochares Bolívar, 1906
      - Geslacht Eurybiacris Descamps, 1979
      - Geslacht Hysterotettix Descamps, 1979
      - Geslacht Odontonotacris Descamps, 1978
      - Geslacht Pseudhypsipages Descamps, 1977

    - Ondertak Vilernina Brunner von Wattenwyl 1893
      - Geslacht Acridocryptus Descamps, 1976
      - Geslacht Aptoceras Bruner, 1908
      - Geslacht Bryophilacris Descamps, 1976
      - Geslacht Cryptacris Descamps & Rowell, 1984
      - Geslacht Hypsipages Gerstaecker, 1889
      - Geslacht Nicarchus Stål, 1878
      - Geslacht Rhabdophilacris Descamps, 1976
      - Geslacht Sciaphilacris Descamps, 1976
      - Geslacht Sclerophilacris Descamps, 1976
      - Geslacht Agenacris Amédégnato & Descamps, 1979
      - Geslacht Caletes Redtenbacher, 1892
      - Geslacht Leptomerinthoprora Rehn, 1905
      - Geslacht Leticiacris Amédégnato & Descamps, 1978
      - Geslacht Locheuma Scudder, 1897
      - Geslacht Lysacris Descamps & Amédégnato, 1972
      - Geslacht Machaeropoles Rehn, 1909
      - Geslacht Pseudovilerna Descamps & Amédégnato, 1989
      - Geslacht Sciponacris Descamps, 1978
      - Geslacht Vilerna Stål, 1873

  - Geslachtengroep Pauracrini Amédégnato 1974
    -       - Geslacht Ateliacris Descamps & Rowell, 1978
      - Geslacht Christenacris Descamps & Rowell, 1984
      - Geslacht Pauracris Descamps & Amédégnato, 1972

  - Geslachtengroep Pycnosarcini Liebermann 1951
    -       - Geslacht Apoxycephalacris Amédégnato & Descamps, 1978
      - Geslacht Pycnosarcus Bolívar, 1906

  - Geslachtengroep Syntomacrini Amédégnato 1974
    -       - Geslacht Amblyxypha Uvarov, 1925
      - Geslacht Amblyxypha Uvarov, 1925

    - Ondertak Caloscirtina Descamps, 1979
      - Geslacht Adelacris Descamps & Amédégnato, 1972
      - Geslacht Anoptotettix Amédégnato & Descamps, 1979
      - Geslacht Beoscirtacris Descamps, 1977-1979
      - Geslacht Calohippus Descamps, 1978
      - Geslacht Caloscirtus Bruner, 1911
      - Geslacht Eugenacris Descamps & Amédégnato, 1972
      - Geslacht Hylescirtacris Descamps, 1978
      - Geslacht Machigengacris Descamps, 1977
      - Geslacht Miacris Descamps, 1981
      - Geslacht Microtylopteryx Rehn, 1905
      - Geslacht Ociotettix Amédégnato & Descamps, 1979
      - Geslacht Ortalacris Descamps & Amédégnato, 1972
      - Geslacht Oteroa Amédégnato & Descamps, 1979
      - Geslacht Oyampiacris Descamps, 1977
      - Geslacht Pseudanniceris Descamps, 1977
      - Geslacht Stigacris Descamps, 1977

    - Ondertak Syntomacrina Amédégnato 1974
      - Geslacht Anniceris Stål, 1878
      - Geslacht Deinacris Amédégnato & Descamps, 1979
      - Geslacht Osmiliola Giglio-Tos, 1897
      - Geslacht Phaulacris Amédégnato & Descamps, 1979
      - Geslacht Pollostacris Amédégnato & Descamps, 1979
      - Geslacht Pseudococama Descamps & Amédégnato, 1971
      - Geslacht Rhabdoscirtus Bruner, 1911
      - Geslacht Rhopsotettix Amédégnato & Descamps, 1979
      - Geslacht Rhyphoscirtus Amédégnato & Descamps, 1979
      - Geslacht Seabracris Amédégnato & Descamps, 1979
      - Geslacht Syntomacrella Descamps, 1978
      - Geslacht Syntomacris Walker, 1870
      - Geslacht Xiphidiopteron Bruner, 1910

## Oxyinae
- Onderfamilie Oxyinae Brunner von Wattenwyl, 1893
  -     - Geslacht Badistica Karsch, 1891
    - Geslacht Chitaura Bolívar, 1918
    - Geslacht Cylindrotiltus Ramme, 1929
    - Geslacht Digentia Stål, 1878
    - Geslacht Dirshia Brown, 1962
    - Geslacht Gerista Bolívar, 1905
    - Geslacht Hygracris Uvarov, 1921
    - Geslacht Oxycrobylus Ingrisch, 1989
    - Geslacht Oxytauchira Ramme, 1941
    - Geslacht Pterotiltus Karsch, 1893

  - Geslachtengroep Oxyini Brunner von Wattenwyl 1893
    - Geslacht Bermiella Bolívar, 1912
    - Geslacht Bermiodes Bolívar, 1912
    - Geslacht Bermius Stål, 1878
    - Geslacht Caryanda Stål, 1878
    - Geslacht Cercina Stål, 1878
    - Geslacht Cranae Stål, 1878
    - Geslacht Cranaella Ramme, 1941
    - Geslacht Daperria Sjöstedt, 1921
    - Geslacht Emeiacris Zheng, 1981
    - Geslacht Gesonula Uvarov, 1940
    - Geslacht Lemba Huang, 1983
    - Geslacht Nepalocaryanda Ingrisch, 1990
    - Geslacht Oxya Serville, 1831
    - Geslacht Oxyina Hollis, 1975
    - Geslacht Paracranae Willemse, 1931
    - Geslacht Philicranae Willemse, 1955
    - Geslacht Pseudocaryanda Willemse, 1939
    - Geslacht Pseudocranae Bolívar, 1898
    - Geslacht Pseudoxya Yin & Liu, 1987
    - Geslacht Quilta Stål, 1861
    - Geslacht Thanmoia Ramme, 1941
    - Geslacht Tolgadia Sjöstedt, 1920

  - Geslachtengroep Praxibulini Rehn, 1957
    - Geslacht Kosciuscola Sjöstedt, 1933
    - Geslacht Methiola Sjöstedt, 1920
    - Geslacht Methiolopsis Rehn, 1957
    - Geslacht Praxibulus Bolívar, 1906

## Pauliniinae
- Onderfamilie Pauliniinae Hebard, 1923
  - Geslacht Paulinia Blanchard, 1843

## Proctolabinae
- Onderfamilie Proctolabinae Amédégnato, 1974
  - Geslachtengroep Coscineutini Brunner von Wattenwyl 1893
    - Geslacht Coscineuta Stål, 1873

  - Geslachtengroep Proctolabini Amédégnato 1974
    - Geslacht Adelotettix Bruner, 1910
    - Geslacht Ampelophilus Hebard, 1924
    - Geslacht Azotocerus Descamps, 1976
    - Geslacht Balachowskyacris Descamps & Amédégnato, 1972
    - Geslacht Cercoceracris Descamps, 1976
    - Geslacht Cryptocloeus Descamps, 1976
    - Geslacht Dendrophilacris Descamps, 1976
    - Geslacht Dorstacris Descamps, 1978
    - Geslacht Drymacris Descamps & Rowell, 1978
    - Geslacht Drymophilacris Descamps, 1976
    - Geslacht Eucephalacris Descamps, 1976
    - Geslacht Eucerotettix Descamps, 1980
    - Geslacht Halticacris Descamps, 1976
    - Geslacht Harpotettix Descamps, 1981
    - Geslacht Kritacris Descamps, 1976
    - Geslacht Leioscapheus Bruner, 1907
    - Geslacht Lithoscirtus Bruner, 1908
    - Geslacht Loretacris Amédégnato & Poulain, 1987
    - Geslacht Paratela Descamps & Rowell, 1978
    - Geslacht Pareucephalacris Descamps, 1976
    - Geslacht Poecilocloeus Bruner, 1910
    - Geslacht Proctolabus Saussure, 1859
    - Geslacht Saltonacris Descamps, 1976
    - Geslacht Tela Hebard, 1932
    - Geslacht Witotacris Descamps, 1976
    - Geslacht Ypsophilacris Descamps, 1980
    - Geslacht Zodiacris Descamps, 1980
    - Geslacht Zosperamerus Bruner, 1908

## Rhytidochrotinae
- Onderfamilie Rhytidochrotinae Brunner von Wattenwyl, 1893
  - Geslacht Brakeracris Rowell, 1995
  - Geslacht Chiriquacris Rowell & Bentos-Pereira, 2005
  - Geslacht Driphilacris Descamps & Amédégnato, 1972
  - Geslacht Exerythracris Rowell, 1995
  - Geslacht Galidacris Descamps & Amédégnato, 1972
  - Geslacht Hylopedetes Rehn, 1929
  - Geslacht Lathacris Descamps & Amédégnato, 1972
  - Geslacht Liparacris Descamps & Amédégnato, 1972
  - Geslacht Micropaon Descamps & Rowell, 1984
  - Geslacht Muyscacris Hebard, 1923
  - Geslacht Oedalacris Descamps & Amédégnato, 1972
  - Geslacht Opaon Kirby, 1902
  - Geslacht Opaonella Hebard, 1923
  - Geslacht Parapiezops Hebard, 1923
  - Geslacht Paropaon Hebard, 1923
  - Geslacht Piezops Hebard, 1923
  - Geslacht Rhytidochrota Stål, 1873
  - Geslacht Scirtopaon Descamps & Rowell, 1984
  - Geslacht Talamancacris Rowell, 1995
  - Geslacht Trichopaon Descamps & Amédégnato, 1972

## Spathosterninae
- Onderfamilie Spathosterninae Rehn, 1957
  - Geslacht Laxabilla Sjöstedt, 1934
  - Geslacht Paraspathosternum Ramme, 1929
  - Geslacht Spathosternum Krauss, 1877

## Teratodinae
- Onderfamilie Teratodinae Brunner von Wattenwyl, 1893
  - Geslacht Acrostegastes Karsch, 1896
  - Geslacht Esfandiaria Popov, 1951
  - Geslacht Eurynotacris Ramme, 1931
  - Geslacht Kabulia Ramme, 1928
  - Geslacht Lyrotyloides Bei-Bienko, 1956
  - Geslacht Lyrotylus Uvarov, 1923
  - Geslacht Robecchia Schulthess Schindler, 1898
  - Geslacht Teratodes Brullé, 1835

## Tropidopolinae
- Onderfamilie Tropidopolinae Jacobson, 1905
  -     - Geslacht Afroxyrrhepes Uvarov, 1943
    - Geslacht Chloroxyrrhepes Uvarov, 1943
    - Geslacht Dabba Uvarov, 1933
    - Geslacht Homoxyrrhepes Uvarov, 1926
    - Geslacht Mesopsilla Ramme, 1929
    - Geslacht Musimoja Uvarov, 1953
    - Geslacht Petamella Giglio-Tos, 1907
    - Geslacht Pseudotristria Dirsh, 1961

  - Geslachtengroep Tristriini Mishchenko 1945
    - Geslacht Tristria Stål, 1873
    - Geslacht Tristriella Descamps & Wintrebert, 1967

  - Geslachtengroep Tropidopolini Jacobson 1905
    - Geslacht Tropidopola Stål, 1873